# Ruschia inclusa
Ruschia inclusa är en isörtsväxtart som beskrevs av L. Bol. Ruschia inclusa ingår i släktet Ruschia och familjen isörtsväxter. Inga underarter finns listade i Catalogue of Life.